# 迈克尔·布隆伯格
迈克尔·鲁本斯·布隆伯格，KBE（1942年2月14日—），美國商人，第三代俄羅斯猶太移民，彭博有限合夥企業創始人，2002年至2013年間擔任紐约市市長，C40城市氣候領導組織主席。麥克·彭博在《福布斯》2019年億萬富翁排行榜中名列第9位，資產達到555億美元。他也是一位慈善家，為槍支管制、氣候變化和其他議題捐贈了50多億美元。他在2019年美國400富豪榜，以534億美元的資產，排名第8名。2020年4月，《富比士》公佈的全球富豪榜，迈克尔·布隆伯格以淨資產480億美元，排名第16名。在2020年9月公佈的福布斯美國400富豪榜排名第14名，資產達550億美元。

## 生平
1942年2月14日出生在波士頓，布萊頓市的圣·伊莉莎白醫院。他出生在一个猶太人家庭，是曼哈顿第五大道以马内利会堂的成员。他的祖父亚历山大·“埃利克”·布隆伯格是一名波兰犹太人，外祖父马克斯鲁本斯则是一名立陶宛犹太人，来自今天的白俄罗斯。他的外祖母出生在纽约的立陶宛犹太人移民家庭。
他的父親威廉·亨利·彭博，1906年1月19日出生在麻州的切爾西，是亚历山大·“埃利克”·彭博的儿子，是个房地产经纪人，他於1963年過世。他的母亲，夏洛特·彭博，於1909年1月2日於新泽西州出生，是一个立陶宛犹太人移民的女儿，她於2009年歡慶百歲生日，並於2011年6月19日過世。迈克·彭博在麻省长大，在那里大学毕业。他的妹妹，马乔里Tiven，是纽约市委员会专员，从事联合国领事使团和礼宾方面的工作。 彭博本科在约翰霍普金斯大学工程学院读书，并加入了Phi Kappa Psi组织，并于1964年毕业，获得电气工程学士学位。后来，他从哈佛商学院获得了MBA学位。 1975年彭博与苏珊·布朗结婚。他们有两个女儿：爱玛（生于1979年）和乔治娜（生于1983年）。后来他与布朗离婚，转而与前纽约州银行监督人戴安娜·泰勒同居。

## 政治生涯
彭博最初是民主党人，2001年以共和党人身份首次竞选纽约市市长获得成功，並成為C40城市气候领导组织主席。2005年和2009年连任。彭博是紐約市自從1898年以來，繼菲奧雷洛·亨利·拉瓜迪亞、小罗伯特·费迪南德·瓦格纳和郭德華之後，第四位任期長達三屆12年的紐約市長。2007年6月19日，彭博宣布将自己的身份由共和党人改为无党派独立人士，惟2009年他仍获共和党背书而得以连任。2012年11月2日，彭博表態支持時任總統奧巴馬連任。
2016年1月，彭博考慮以無黨籍身分競選美國總統。同年3月7日，彭博發表題為《我不會冒這樣的風險》（The Risk I Will Not Take）的網誌，宣布自己不會競選美國總統，原因是考慮到他參選獲勝機率較低，反而會有助共和黨候選人（當時預料是川普或克魯茲）當選 。他在2018年10月10日宣布重新注册为民主党人，可能将以此身份参与2020年美国总统选举。
2019年3月，彭博一度宣布不角逐2020年美國總統選舉，但宣称会将其政治能量和个人财富投入到其他努力来阻止川普和他的议程，包括一项旨在迅速加快美国向可再生能源转型的倡议，然而同年稍後被揭露於11月8日在亚拉巴马州登記參選民主黨總統初選；11月24日，彭博正式宣布爭取民主黨提名。
2020年3月3日民主黨總統初選的「超級星期二」，彭博在開票結果卻出人意料地慘敗，僅在美屬薩摩亞拿下6張選舉人票當中的4張贏得該州，但在美國本土的各州得票數都排在3名之後，幾乎是以墊底的成績慘敗給拜登和桑德斯，隔日彭博宣布退選，轉為支持拜登。根據聯邦選舉委員會申報金額，彭博這次角逐總統初選花費據信是前所未見的10億美元，使一部分美國媒體盛讚民主黨選民睿智，稱彭博敗選「證明了金錢買不到總統大位」。

## 家庭
- 前妻Susan Brown-Meyer（1948年2月18日-）：猶太裔英國人；成長於英國約克郡富裕家庭。父母是退役的皇家空军唐纳德·W·J·布朗准尉Wing Comdr. Donald W. J. Brown, R.A.F.retired,和马耳他的布朗夫人Mrs. Brown of Malta的女儿。中學畢業於英國約克郡的玛格丽特女王学校。此外，她还在瑞士纳沙泰尔的Le Manoir进行了深造。1970年蘇珊在英國家鄉與Charles Henry Meyer（1946年5月7日-2019年11月12日）結婚，1975年離婚。1973年蘇珊移居紐約，與彭博相識相戀。当时，她曾住在曼哈顿东区唯一的女性酒店，即历史悠久的巴比松广场酒店。1975年12月15日蘇珊與彭博再婚[23]，育2女；1993年離婚。
- 長女Emma Beth Frissora（1979年5月10日-）：2005年6月10日與Chris Frissora結婚育1孩。
- 二女Georgina Leigh Bloomberg（1983年1月20日-）：2012年畢業於 The New School's Parsons School of Design服裝設計專業。2013年12月未婚育1子Jasper Michael Brown Quintana。
- 伴侶Diana Lancaster Taylor（1955年2月6日）：她出生于美国康涅狄格州的一个中产家庭，父親是生物化學家，母親是中學老師。她从小对经济感兴趣，首先修读了经济学士学位，后来获得了著名的哥伦比亚商学院的MBA。泰勒的职业生涯从来没有离开过金融行业，而供职时间最长的就是担任纽约州政府的银行业监管人。離婚無孩。2000年結識彭博同居至今。